# Takahara Naohiro
Takahara Naohiro (高原直泰; Hepburn: Naohiro Takahara; 1979. június 4. –) japán labdarúgó, jelenleg az Urava Red Diamonds csatára.
A Sizuoka prefektúrabeli Misimában született. Korábban a japán Júbilo Ivatában, az argentin Boca Juniorsban (kölcsönjátékosként) valamint a német Hamburger SV-ben és Eintracht Frankfurtban játszott. Az Urava Red Diamonds 180 millió jenért (270 millió forint) vásárolta meg.
Takahara tagja volt a 2000-es olimpiai keretnek, de sérülés miatt a 2002-es labdarúgó-világbajnokságon nem játszhatott. A 2007-es Ázsia-kupa négyszeres gólszerzője volt.

## Külső hivatkozások
- Hivatalos honlap